# Busch Stadium
El Busch Stadium es un estadio de béisbol ubicado en la ciudad de San Luis, Misuri, Estados Unidos. Es la sede del equipo Saint Louis Cardinals de las Grandes Ligas de Béisbol.
Fue estrenado el 10 de abril de 2006, con el juego inaugural que enfrentó a los Cardinals y los Milwaukee Brewers (0-1). Esa misma temporada el equipo local se adjudicó la Serie Mundial. Tiene una capacidad para 46.861 espectadores, y su costo final de construcción fue de 365 millones de dólares. El estadio suplantó a la antigua sede de los Cardinals: el Busch Memorial Stadium.
Busch Stadium fue escenario de Juego de Estrellas del año 2009.
Busch Stadium fue escenario del juego anual, Winter Classic de la liga de hockey sobre hielo NHL, entre los St. Louis Blues y los Chicago Blackhawks el 2 de enero del año 2017.
Busch Stadium se usó como escenario para un partido amistoso de fútbol entre las selecciones masculinas de Estados Unidos vs. Uruguay el 10 de septiembre del año 2019. 